# CyberJoly Drim
CyberJoly Drim – (w skrócie CJD) opowiadanie fantastyczne Antoniny Liedtke z 1999 roku z gatunku cyberpunk, nagrodzone m.in. Nagrodą im. Janusza A. Zajdla.
Opowieść, uznawana za jeden z pierwszych polskich tekstów w konwencji cyberpunk, wywołała kontrowersje w świecie polskiej fantastyki, ponieważ po zdobyciu kilku nagród została niepochlebnie oceniona przez redaktorów związanych z wiodącym polskim magazynem fantastyki („Nowa Fantastyka”), którzy sami zostali z kolei skrytykowani przez innych. Przeciwnicy opowiadania argumentowali, że jego popularność jest mniej związana z jego wartością literacką, a bardziej z tematyką – zdobywającą popularność kulturą internetową. Zwolennicy opowiadania natomiast podkreślali jego walory literackie i tematykę; pojawiły się także głosy, że negatywne opinie co do opowiadania były związane z hermetycznością polskiego fandomu fantastycznego, z którym autorka opowiadania nie była bliżej związana, albo były przykładem konfliktu pokoleń w polskim fandomie.

## Historia
Opowiadanie było najpierw samopublikowane przez autorkę w 1998 na jej stronie internetowej, następnie ukazało się drukiem w miesięczniku „Fenix” nr 1(80)/1999.

## Nagrody
W 2000 na Polconie-Euroconie w Gdyni, Antonina Liedtke otrzymała za CyberJoly Drim Nagrodę im. Janusza A. Zajdla w kategorii „najlepsze opowiadanie”. Utwór otrzymał także nagrodę Srebrny Glob, przyznawaną przez Asocjację Polskich Pisarzy Fantastycznych oraz Nagrodę On-Line (później Nagroda Elektrybałta) magazynu Fahrenheit.

## Fabuła
Jola jest graficzką komputerową pracującą w Sieci. Nie lubi swego życia w realu. Mąż ją nudzi, potrzeby fizyczne są mało istotne. Prawdziwe spełnienie znajduje w przestrzeni wirtualnej. Tam kiedyś znalazła prawdziwą fascynację – osobnika o nicku Carramba. Z tęsknoty za nim napisała żartobliwy list-piosenkę do kącika złamanych serc, która niespodziewanie odniosła sukces na listach przebojów. Potem stworzyła animację, która stała jeszcze większym wydarzeniem. Gdy go w końcu spotkała, historia skończyła się banalnie: Carramba-Andrzej został jej mężem. Jola rozczarowana przyziemnością życia nie przestała tęsknić za światem wirtualnych doznań. W końcu przy pomocy internetowych przyjaciół decyduje się oddać swe ciało do banku narządów, zachowując tylko umysł podpięty do Sieci.

## Analiza i odbiór
Tekst, zanim trafił do redakcji magazynu „Fenix”, został odrzucony przez Macieja Parowskiego, redaktora naczelnego „Nowej Fantastyki”.
Po przyznaniu opowiadaniu nagród, redakcja „Nowej Fantastyki” dostrzegła jednak wagę tekstu, umieszczając w styczniowym numerze z 2001 oddzielną sekcję „Krytycy o CyberJoly Drim”. Pojawiły się tam trzy recenzje – Jacka Dukaja, Marka Oramusa i Parowskiego.
Opinia Parowskiego była stonowana. Skrytykował opowiadanie, jako posiadające „wiele niedostatków warsztatowych... rozlazłe warstwami: scenograficzno–sytuacyjna przeważała nad wizerunkami postaci i tą intrygą, która była od początku do końca przewidywalna”, przyznawał, że „[w tekście] ujmowała językowa i sytuacyjna konsekwencja w prezentacji światka internetowej kultury”, niemniej „odstręczała jego myślowa monomania i akcyjna błahość” oraz nadmierna długość. Równocześnie Parowski uznał, że opowiadanie zaspokaja „mitologiczne i socjologiczne potrzeby bardzo licznego grona internautów”, jako tekst, który zadebiutował w Internecie, a przyznanie opowiadaniu nagrody Zajdla uznał za efekt „promowania przez pewną grupę” (internautów i młodych autorów). Opowiadaniu przeciwstawił tekst o podobnej tematyce, ale „nieporównanie wyższej klasy” – bóg@niebo.org Marka Hołyńskiego.
Dukaj zajął odmienne stanowisko, opowiadanie oceniając pozytywnie, i krytykując Parowskiego za to, że ten „nie dostrzegł w tekście wartości, które dostrzegła większość czytelników i pisarzy, i to, pomimo iż mu je wskazywano”. Stwierdził, że Parowski nie rozumie i nie ceni kultury Internetu, która jest znaczącą częścią tego utworu. Dukaj napisał, że głosował za przyznaniem opowiadaniu nagrody Srebrny Glob; uznaje je za tekst „dobry, najlepszy z wydrukowanych w 1999, [...] ważny”, ale nie wybitny. Według pisarza autorka udanie połączyła wątek „banalnej historii miłosnej” z „detalami okołointernetowymi”, tworząc realistyczne opowiadanie nawiązujące do literatury cyberpunkowej, kreując w efekcie „utwór pionierski w polskiej SF”.
Do obydwu stanowisk odniósł się Oramus, którego recenzja została uznana za najbardziej krytyczną. Oramus przyznał, że zarówno on, jak i Parowski, nie „czują się związani z kręgiem subkultury internetowej, z którego pochodzi opowiadanie”, następnie uznał konstrukcję opowiadania za banalną, a samo opowiadanie za pozbawione walorów literackich („zdania Lietke jak cepy, jak tłuczki biją czytelnika po głowie, trudno dociągnąć w ich nużącej manierze do końca, bo zewsząd wieje nudą...”); dodatkowo ocenił opowiadanie jako mało fantastyczne i skrytykował środowiska fanów przyznające nagrody.
Miesiąc później Oramusa skrytykował Konrad Wągrowski, pisząc dla fanzinu „Esensja”, że Oramus, który „o Sieci nie wie nic”, nie jest w stanie docenić kluczowego elementu opowiadania, jakim jest „niebywale dopracowana futurystyczna wizja Sieci, wizja spójna i wynikająca z obserwacji i ekstrapolacji Sieci współczesnej”. Węgrowski dodatkowo skrytykował inne argumenty Oramusa takie, jak jego subiektywną opinię, że opowiadanie jest „słabe literacko”, nie poparte niczym poza jego własnym zdaniem (Węgrowski dla odmiany uważa opowiadania za dobre literacko, pisząc np. o pierwszych trzech zdaniach utworu, które uznał za „urocze”). Odrzucił też argument Oramusa, że opowiadanie wygrało z powodu dominacji środowiska Internetowego, wskazując, że nagroda Srebnego Globu jest wszak przyznawana nie przez internautów, lecz przez pisarzy, spośród których wielu nie jest zaawansowanymi internautami. Recenzent uznał też recenzję Oramusa za folgującą teoriom spiskowym i obraźliwą dla młodszych czytelników (których głosami, według starszego krytyka, opowiadanie otrzymało nagrody), a których Oramus oskarża o „małe oczytanie i słabą wiedzę literacką”. Na koniec Węgrowski skrytykował streszczenie opowiadania podane przez Oramusa, sugerując, że ten „albo nie przeczytał CyberJoly Drim, albo nic z niego nie zrozumiał” oraz, że „nie chciał napisać tekstu dlaczego to opowiadanie się mu nie podobało (zdarza się) – on podjął kuriozalną próbę udowodnienia, że powszechnie nagradzane opowiadanie jest obiektywnie słabe”.
W kwietniowym numerze „Nowej Fantastyki” pojawił się szereg polemik z tekstami Parowskiego i Oramusa w postaci sześciu listów do redakcji; z opublikowanych listów cztery broniły opowiadania, a jeden je krytykował; w ostatnim liście Tadeusz A. Olszański uznał dyskusję za jałową, bo dotyczącą opowiadania, które nie zostało zamieszczone na łamach czasopisma i którego „większość [jego] czytelników nie zna”.
W 2004 pozytywnie o opowiadaniu napisał Wojciech Orliński w „Gazecie Wyborczej”, pisząc, że opowiadanie „świetnie oddaje” problem cybernałogu – tego, jak dla niektórych świat „wirtualu” jest ciekawszy od „realu”.
Kilka lat później, w 2008 krytycznie o tekście Liedtke pisał w „Nowej Fantastyce” Andrzej Zimniak, uznając utwór za „mierny literacko”, a przyznanie mu nagród, za „wpadkę” zasady, że „honorowane bywają utwory dobre”. Zimniak dodatkowo zdezawuował autorkę, pisząc, że „jako jedyna z laureatów Zajdli, nigdy ani przedtem, ani potem nie napisała niczego, o czym byłoby słychać w środowisku”. Opowiadanie skrytykował także Krzysztof Głuc w 2011, pisząc w „Czasie Kultury”, że jego nagrodzenie to był „ewenement i znak czasu, bo było opublikowane w Internecie i pisane internetowym slangiem – i to w zasadzie jego główne zalety”.
W 2010 do opowiadania odniosła się Grażyna Gajewska w swojej książce Arcy-nie-ludzkie: przez science fiction do antropologii cyborgów, gdzie analizowała utwór z perspektywy feministycznej krytyki literackiej i związków człowieka z technologią. Skoncentrowała się ona na marginalizowaniu przez bohaterkę swej cielesności i równoczesnemu przedstawieniu cyberprzestrzeni jako przestrzeni przyjaznej kobietom. Podobnie Przemysław Czapliński stwierdził, że porzucenie przez bohaterkę ciała na rzecz egzystencji w sieci „stanowiło formę buntu przeciw patriarchalnemu zawłaszczaniu ciała, jakie dominuje w realu”.
Maria Głowacka, pisząc w 2013 dla „Wielogłosu” potwierdza, że opowiadanie wzbudziło znaczącą kontrowersję w środowisku polskiej fantastyki. Ocenia, że dotycząca go kontrowersja, jak i krytyka była powiązana z faktem, że autorka była kobietą wywodzącą się ze środowisk internetowych, zaś negatywne opinie o tekście na łamach czasopism branżowych zostały dokonane „wyłącznie przez męskich pisarzy–krytyków”, co świadczy, według niej, o „hermetyczności polskiej branży fantastycznonaukowej”. Badaczka skrytykowała recenzję dokonaną przez Zimniaka, z której, jej zdaniem, wynika wprost, że „błędem było przyznanie nagrody osobie, która [...] nie
przynależała wcześniej do środowiska fantastów”, co uznała za dowód hermetyczności środowiska. Negatywnie odniosła się też do recenzji Oramusa, uznając, że ten zdewaluował utwór świadomie zaniżając jego wartość i używając w recenzji uproszczeń i żargonowego języka by poprzeć negatywną opinię Parowskiego i skrytykować w ogóle zasadność przyznania opowiadaniu nagród. Zwróciła uwagę, że opowiadanie zostało „dowartościowane... przez ginokrytyczną perspektywę” Gajewskiej. Sama Głowacka pozytywnie oceniła elementy opowiadania, takie jak użycie retrospekcji.
W 2020 pisząc dla portalu Culture.pl Michał Cetnarowski napisał, że dzięki elementom takim, jak „wszczepki, cyberprzestrzenie i wirtualne rzeczywistości” sprawiają, że opowiadanie „bez problemów przechodzi test na «pełnoprawny cyberpunk»”.
W 2022 Stanisław Krawczyk umiejscowił odrzucenie opowiadania przez Parowskiego i Oramusa w sporze jaki był toczony w tym czasie pomiędzy nimi (przede wszystkim Parowskim) a grupą innych fanów i krytyków fantastyki, których Parowski nazywał „fanami fantastyki rozrywkowej”. Mniej więcej w tym samym czasie sam Parowski w swojej autobiograficznej książce o historii fantastyki w Polsce Wasz cyrk, moje małpy wspomniał o opowiadaniu Liedtke w kontekście swojej „niemądrej wojny z fandomem” i przyznał, że „przegapił faktyczną zmianę gustów”.